# السجرة (الشاهل)

تعديل مصدري - تعديل

السجرة هي إحدى قرى عزلة الامرور بمديرية الشاهل التابعة لمحافظة حجة، بلغ تعداد سكانها 247 نسمة حسب تعداد اليمن لعام 2004.